# Gwenwynwyn ap Owain
Gwenwynwyn ap Owain (mort après juin 1216) est un prince du sud du Powys c'est-à-dire le Powys Wenwynwyn de 1195 à 1208 puis de 1210 à sa mort

## Origine
Gwenwynwyn ap Owain est le fils d'Owain Cyfeiliog et de Gwenlian, une fille d'Owain Gwynedd, et le dernier grand souverain du Powys.

## Règne
Il succède à son père Owain Cyfeiliog en 1195. Les disparitions de Dafydd ab Owain Gwynedd en 1195 et de Rhys ap Gruffydd en 1197 lui laissent le champ libre afin d'établir sa puissance territoriale qu'il complète par des incursions sur les frontières avec les Anglo-normands en 1196. L'annexion de l'Arwystli l'année suivante lui donne l'ambition de contrôler l'ensemble du pays de Galles. Des raids contre le Ceredigion l'oppose à Llywelyn le Grand qui nourrit le même projet.
La puissance de Gwenwynwyn est mise en échec par les Anglais qui lui infligent une défaite à Paincastel en août 1198. Après l'accession au trône de Jean sans Terre, il se rapproche de ce roi qui lui donne des terres dans le Derbyshire. Lorsque, plus tard, Llewellyn ap Iorweth fait aussi la paix avec le roi Jean d'Angleterre, les deux princes gallois entrent en concurrence. En août 1202, Llewellyn entreprend un raid contre le Powys mais la situation est apaisée par un traité de paix.
Mettant à profit la disparition de Guillaume II de Briouze, le principal seigneur des Marches du pays de Galles, Gwenwynwyn reprend en 1208 ses incursions. Le roi Jean d'Angleterre réagit immédiatement et les forces galloise sont vaincues. Le prince gallois est convoqué à Shrewsbury en octobre  et le roi confisque ses domaines et ne lui rend la liberté que contre la détention de 20 otages. Llewelyn s'empare alors du Ceredigion et du Powys. Le roi Jean d'Angleterre décide de rééquilibrer la situation et restaure Gwenwynwyn dans ses domaines patrimoniaux du sud du Powys en novembre 1210. En 1212 Gwenwynwyn accepte de devenir l'allié de Llewelyn à qui il rend un hommage formel en 1215.
Lorsque, l'année suivante, le roi d'Angleterre rend à Gwenwynwyn son château du Derbyshire, Llewellyn feint de considérer qu'il s'agit d'une trahison de son vassal et envahit le Powys. Gwenwynwyn doit s'exiler et meurt à une date inconnue après juin 1216.

## Postérité
Gwenwynwyn ap Owain épousa Margaret une fille de Robert Corbet seigneur de Caus et de Emma Pantulf dont
- Gruffydd ap Gwenwynwyn mort en 1286
- Owain épouse Joan fille de Robert Corbet de Norton et de Catherine L'Estrange
- Llewelyn † S.P
- David † S.P
- William
- John † S.P
- Margaret épouse de Foulques FitzWarin
- Madog seigneur de Mawddwy

## Sources
- (en) Mike Ashley The Mammoth Book of British Kings & Queens Robinson (Londres 1998)   (ISBN 1-84119-096-9)  " Gwenwynwyn  southern Powys p. 372-373.
- (en) Linda E. Mitchell Portraits of medieval women. Family marriage and politics in England 1255-1350 Publié en 2003  (ISBN 031229297X) Tableau généalogique p. 61.
- (en) Kari Maund, The Welsh Kings: Warriors, warlords and princes, Stroud, The history Press, 2006 (ISBN 9780752429731).